# 시간 동작 연구
시간 동작 연구(time and motion study, time-motion study)는 비즈니스 효율 기법의 하나이다.

## 목적
주 목적은 과업을 설정하기 위한 것으로 다음의 3가지 목적이 있다.
1. 가장 경제적인 작업방법의 설계와 표준화
2. 작업에 필요한 재료·공구·설비·환경의 표준화
3. 숙련된 작업자가 정상적인 속도로 행할 수 있는 표준시간의 확립

동작 시간 연구는 테일러의 시간 연구와 길브레스(Frank B. Gilbreth)의 동작 연구로서 과학적 관리의 기초과학인 IE의 기본적 방법이 되고 있다.

## 동작 연구
Frank B. Gilbreth는 동작연구 기법의 창시자이다. 동작연구는 인간의 육체적 운동, 즉 작업을 구성하는 요소인 동작을 분석하여 능률적인 작업방법으로 종합하는 것이다. 이 경우에 작업의 기술적 구조를 공정·작업·동작이라는 기본개념으로 인식한다. 따라서 동작연구에서는 작업의 기술적 규정요인을 알기 위하여 공정연구가 있고 또한 작업의 동작연구가 있으며, 정밀연구로서의 미시동작연구가 있다.

## 시간 연구
시간연구는 어떤 작업에 필요한 시간을 구하기 위하여 실제로 작업자의 작업을 관찰하여 스톱워치로 측정하는 테일러의 방법을 말한다. 시간연구에서 측정된 결과가 적정시간이 되고 표준시간이 되기 위해서는 작업방법의 개선, 동작의 명확성, 작업조건의 표준화가 요청되는 것이며 이들 요건이 불안정하다면 시간가치도 표준으로서의 의미가 없게 된다.
시간연구에 의하여 확정되는 표준시간은 다음과 같은 경영관리의 목적에 이용되고 있다.
1. 생산계획·공수계획·능력계획
2. 공정설계·공정간의 균형
3. 공수체감에 의한 외주단가의 결정
4. 작업성과 또는 진도를 평가하기 위한 기준의 설정
5. 표준원가의 설정
6. 능률제도 설정 기준.

## 같이 보기
- 인간공학
- 진화경제학